# Tove Clemmensen
Tove Thejll Clemmensen (født 11. oktober 1915 i København, død 28. marts 2006) var en dansk kunsthistoriker og museumsinspektør, dr.phil., datter af arkitekt, kgl. bygningsinspektør Mogens Clemmensen og hustru malerinden Augusta Thejll Clemmensen (f. Thejll) og søster til Ebbe Clemmensen.
Clemmensen voksede op i et kunstnerisk miljø og blev student fra Rysensteen Gymnasium 1934 og dr.phil. 1973. Hun blev ansat ved Nationalmuseets 3. afdeling, kaldet Dansk Folkemuseum 1935, hvor faderen dengang var ansvarlig for udvidelsen af Prinsens Palæ 1928-1938. Hun blev assistent for inspektør Ellen Andersen 1939, inspektør 1953 og ledede fra 1940 Nationalmuseets inventarundersøgelser på de danske slotte og herregårde. 1975 gik hun på pension. Hun nyindrettede Bakkehusmuseet 1953, Liselundmuseet og interiører på Øregaard Museum, i Erichsens Palæ, Brede Hovedbygning o.a. steder.
I arbejdet med museets værdifulde broderi- og tekstilsamlinger tog hun arven op efter museumsinspektør Elna Mygdal og rejste på studieture i Europa, bl.a. til London 1937 for på Victoria and Albert Museum at uddybe sin viden på dette felt, specielt middelalderlige broderier, og desuden til Frankrig, Holland, Italien og senere Kina. Hun var et frisk pust i den danske museumsverden og blev en populær omviser. Samtidig var hendes karriere i pagt med de kulturradikale strømninger.
Clemmensens speciale blev tidligt dansk møbel- og interiørkunst fra 1700- og 1800-tallet. Det var på hendes initiativ, at en storstilet registrering af møbler på danske slotte og herregårde blev påbegyndt i 1940. Støttet til faderens optegnelser publicerede hun 1942 resultaterne af dennes restaurering på Borreby, og med hjælp fra kenderen af ældre møbelkunst Christian Axel Jensen redegjorde hun for slottets inventar.
Professor Christian Elling var anmelder og skrev i Politiken om hendes indsats: "Frk. Clemmensen er saaledes i det bedst tænkelige Selskab, Læseren ligeledes; man tør maaske sige, at hun figurerer som Verdensbarnet mellem to Profeter. Det er meget klogt og overlegent af den maalbevidste unge Skribent saaledes ikke blot at arbejde sammen med sine Læremestre bag Husets Kulisser, men ogsaa at lade sig fremkalde for aabent Tæppe med dem under Armen."
Clemmensen var en pioner inden for indsamlingen af viden om dansk møbelkunst til et centralt arkiv på Nationalmuseet. Hendes arbejde vakte opmærksomhed ved sin grundige systematik og fotograferingen af genstandene. Samtidig var hun en af de første til at værdsætte og undersøge klunketidens og historicismens udskældte møbelkunst.
Clemmensen blev tildelt Ole Haslunds Legat 1944, 1948, 1952 og 1973, Ny Carlsbergfondets Stipendium for en ung Videnskabsmand 1950-53, Carl Jacobsens Museumsmandslegat 1956, C.L. Davids Legat for Slægt og Venner 1973 samt Tagea Brandts Rejselegat 1974. 1975 blev hun Ridder af Dannebrog. Hun var medlem af bestyrelsen for Selskabet for Arkitekturhistorie 1956-1978, for Tegne- og Kunstindustriskolen for Kvinder, senere Skolen for Brugskunst, 1957-1973, for Museet Liselund gamle Slot 1958-1978 og for Bakkehusmuseet fra 1960.
Hun blev gift 1946 med lektor, dr.phil. Mogens B. Mackeprang (13. marts 1905 i København – 22. marts 1986 i Hellerup), søn af dr.polit. Edvard Mackeprang og hustru Margrethe f. Larsen.
Hun er gengivet i en buste fra 1920 af Anders Bundgaard samt malerier fra 1934, 1937 og 1938 af Augusta Thejll Clemmensen.

## Værker
- Borreby (1942)
- Danske Møbler (1945)
- Møbler paa Clausholm, Langesø og Holstenshuus (1946)
- Danish Furniture (1948)
- Nordfynske herregårde (1950)
- Dronning Anna Sophies møbler (1951)
- Danske interiørtegninger (1951)
- Signerede arbejder af københavnske snedkere (1954)
- Københavns Snedkerlaug gennem fire hundrede år, 1954.
- Christian IX's Palæ på Amalienborg 1750-1906 (sammen med Mogens B. Mackeprang, 1956)
- Møbler af N.H. Jardin, C.F. Harsdorff og J.C. Lillie (disputats, 1973)
- Kina og Danmark 1600-1950, 1980.
- (sammen med Hanne Raabyemagle), Brede Hovedbygning 1795-1806, 1996.
- tidsskriftafhandlinger, bl.a. "Et Klunkehjem" (Nationalmuseets Arbejdsmark 1942)